# ديك كورتيس
ديك كورتيس (بالإنجليزية: Dick Curtis)‏ مواليد 11 مايو 1902 في نيوبورت، الولايات المتحدة - الوفاة 3 يناير 1952 في هوليوود، الولايات المتحدة، هو ممثل أمريكي بدأ مسيرته الفنية سنة 1919. امتدت مسيرته الفنية لأكثر من 33 عاما.

## الأعمال
- شمال شنغهاي
- تو يانكس إن ترينيداد

## روابط خارجية
- ديك كورتيس على موقع IMDb (الإنجليزية)
- ديك كورتيس على موقع قاعدة بيانات الفيلم (الإنجليزية)